# Anna Sjöström
Anna Sjöström, född 23 april 1977, är en svensk fotbollsspelare. Hon har tillhört klubben Umeå IK och spelade under ett antal år som mittfältare i svenska landslaget.
Sjöström har spelat 67 landskamper och 10 säsonger för Umeå IK i damallsvenskan. Hon blev svensk mästare med UIK åren 2000, 2001, 2002, 2005 och 2006. I november 2006 meddelade Anna Sjöström att hon slutar med elitfotboll på grund av bristande motivation.
Anna Sjöström är arbetsterapeut och tog sin examen vid Umeå universitet 2001.

## Meriter
- 2000: Svensk mästare
- 2001: Svensk mästare
- 2002: Svensk mästare
- 2003: 2:a VM, 1:a Champions League
- 2004: 1:a Champions League
- 2005: Svensk mästare
- 2006: Svensk mästare